# Puerto Ayora
Puerto Isidro Ayora, plus communément appelée Puerto Ayora, est une ville de l'île de Santa Cruz, dans la province des Galápagos en Équateur, bordant Academy Bay. C'est la plus grande ville de l'archipel sans en être le chef-lieu administratif.  Elle est accessible par la mer ou par la route au départ du canal d'Itabaca au nord de l'île de Santa Cruz.( Le trajet y est d'une durée de 45 minutes environ par autobus ou taxi)

## Galerie

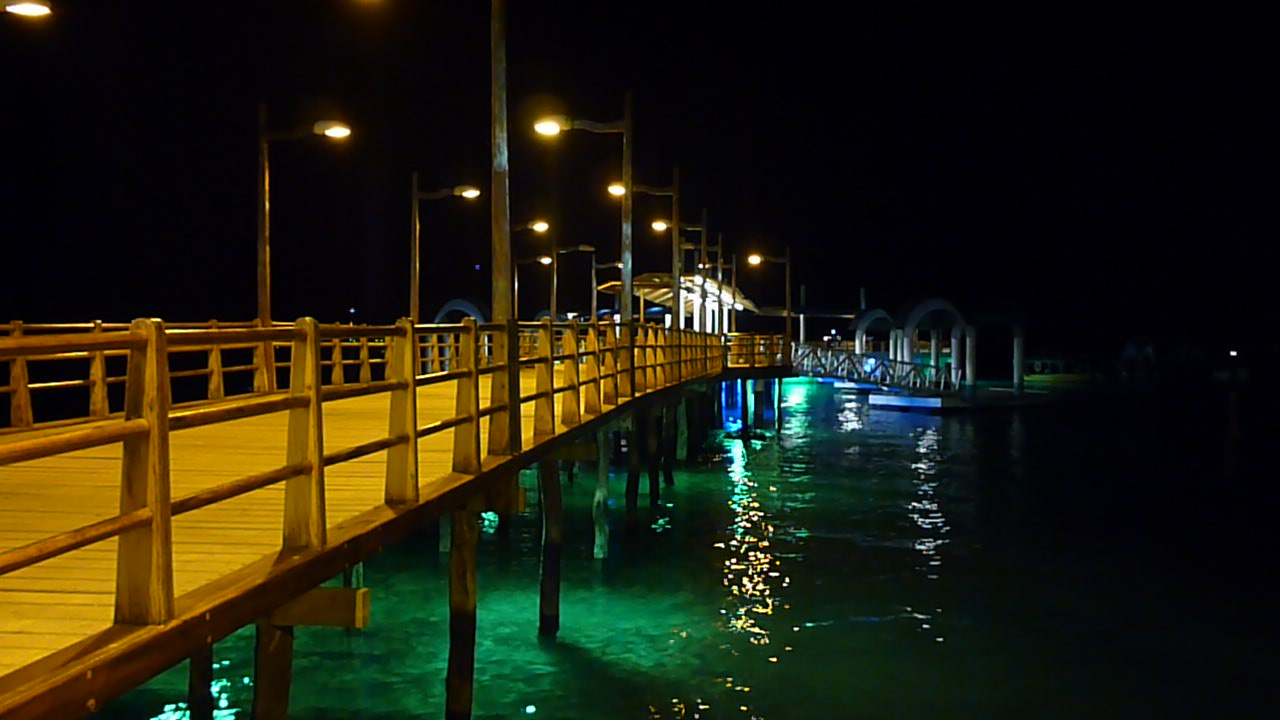
Vue nocturne de l'embarcadère de Puerto Ayora.
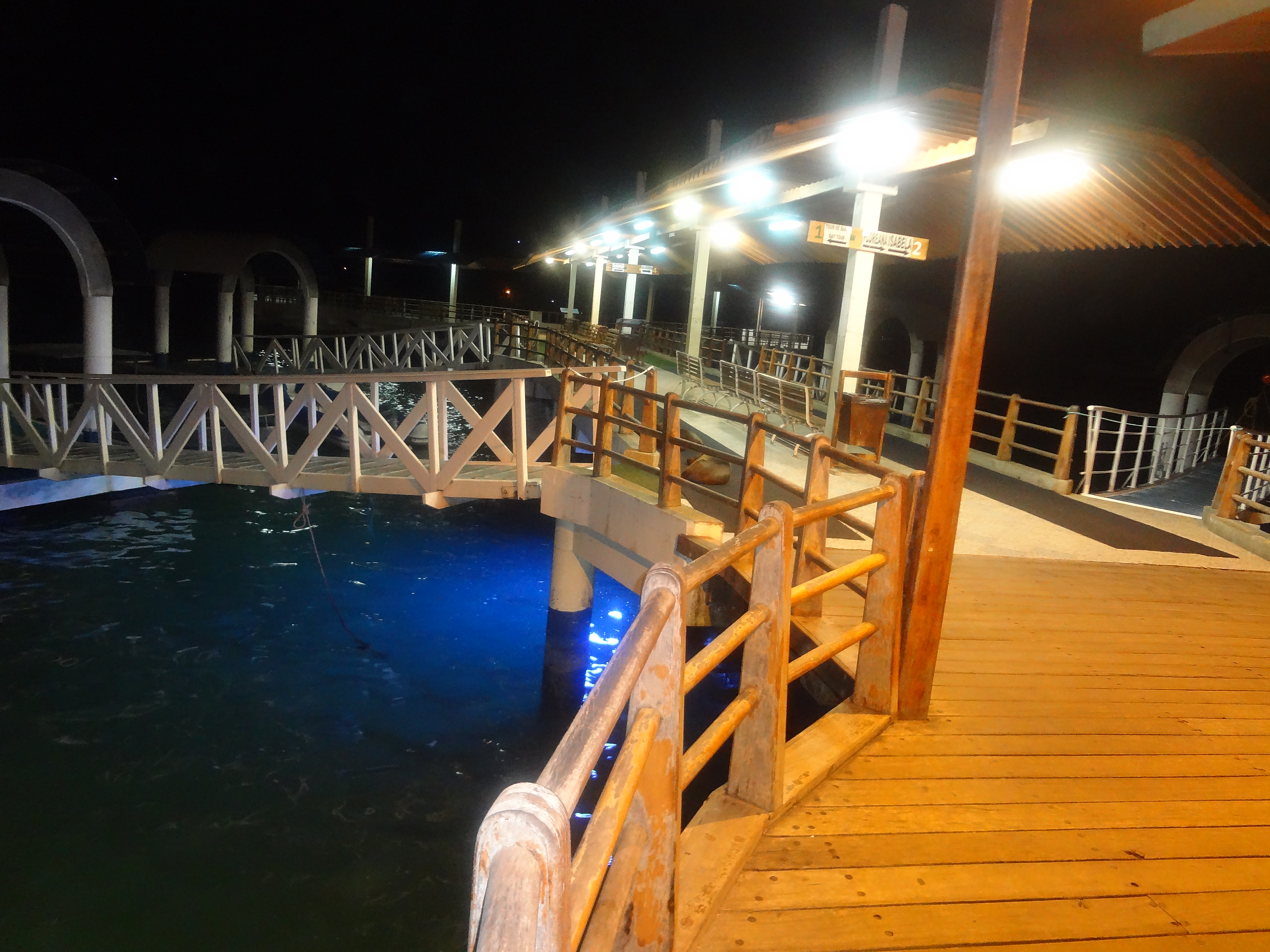
Vue nocturne de l'embarcadère de Puerto Ayora.
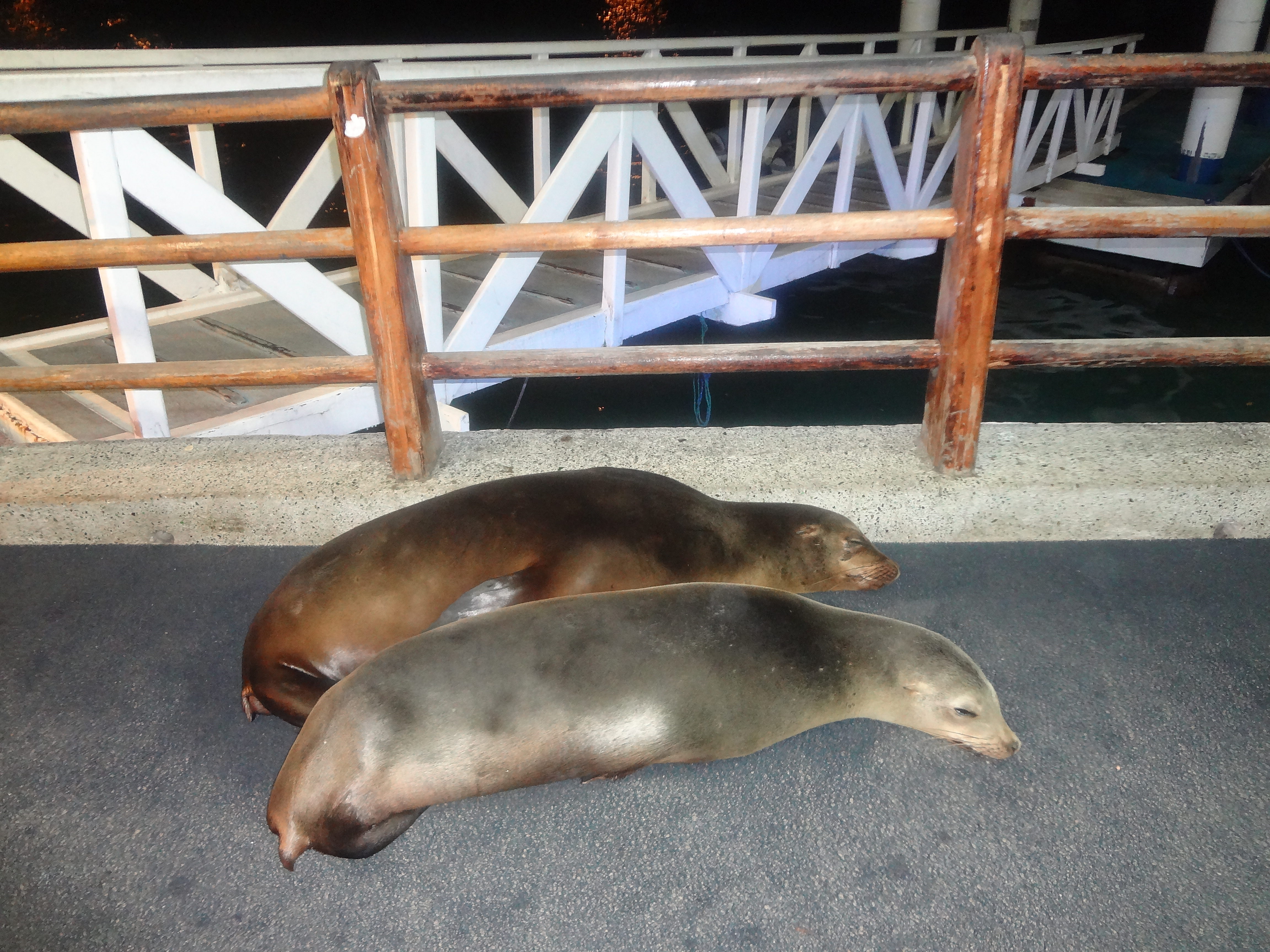
Otaries sur l'embarcadère de Puerto Ayora, Île Santa Cruz.
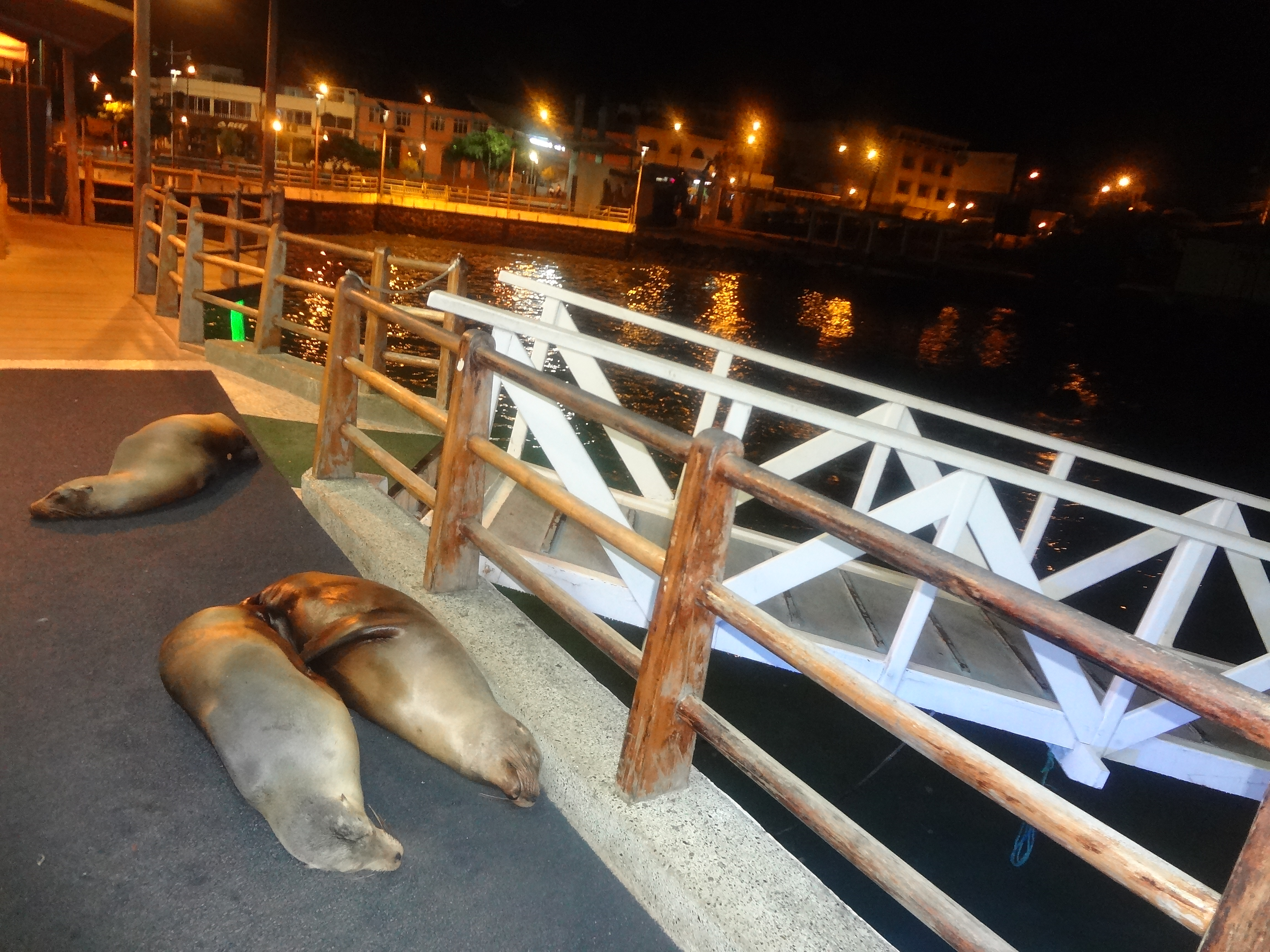
Vue nocturne avec otaries Zalophus wollebaeki.
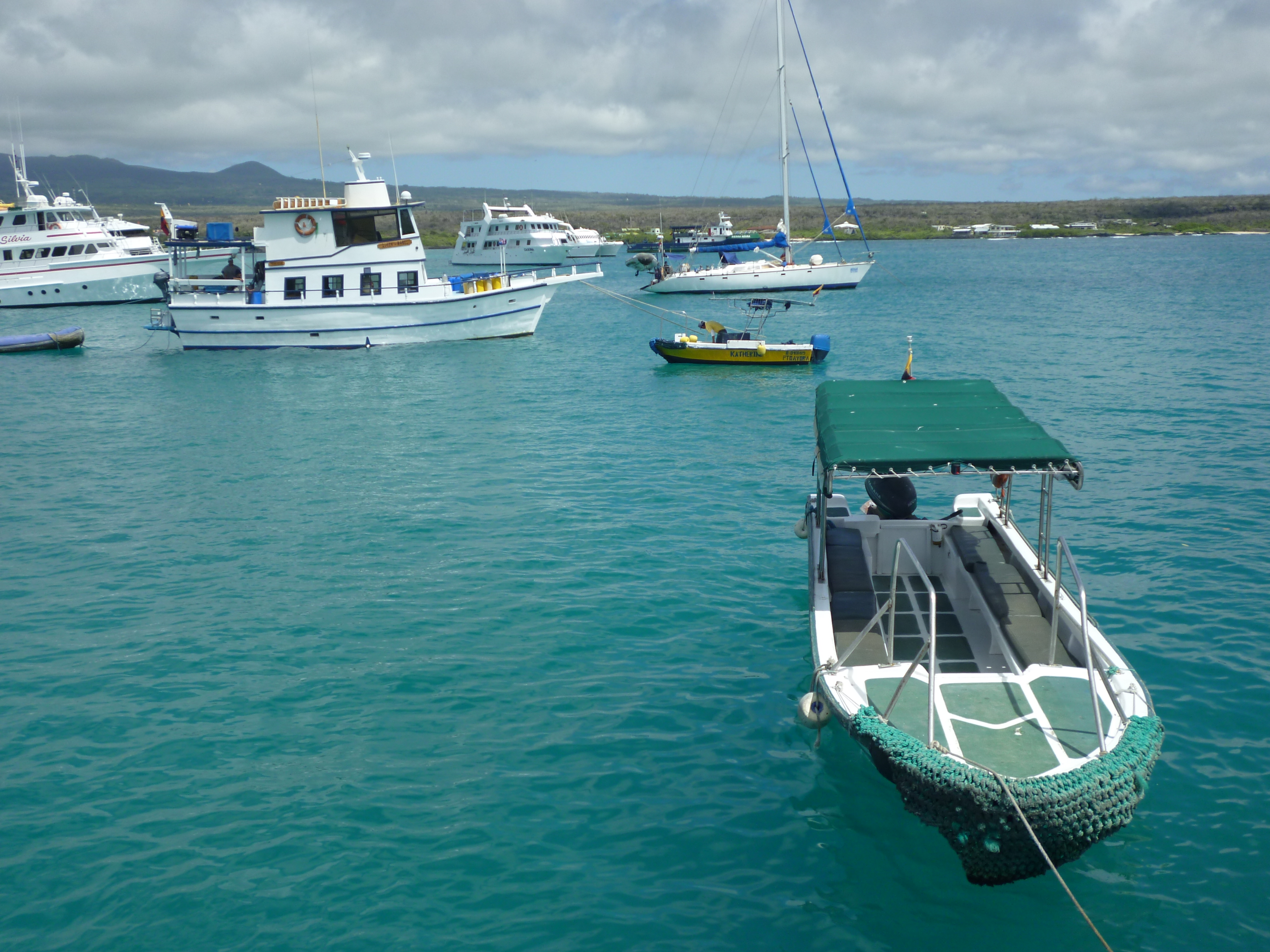
Bateau-taxi dans le port.
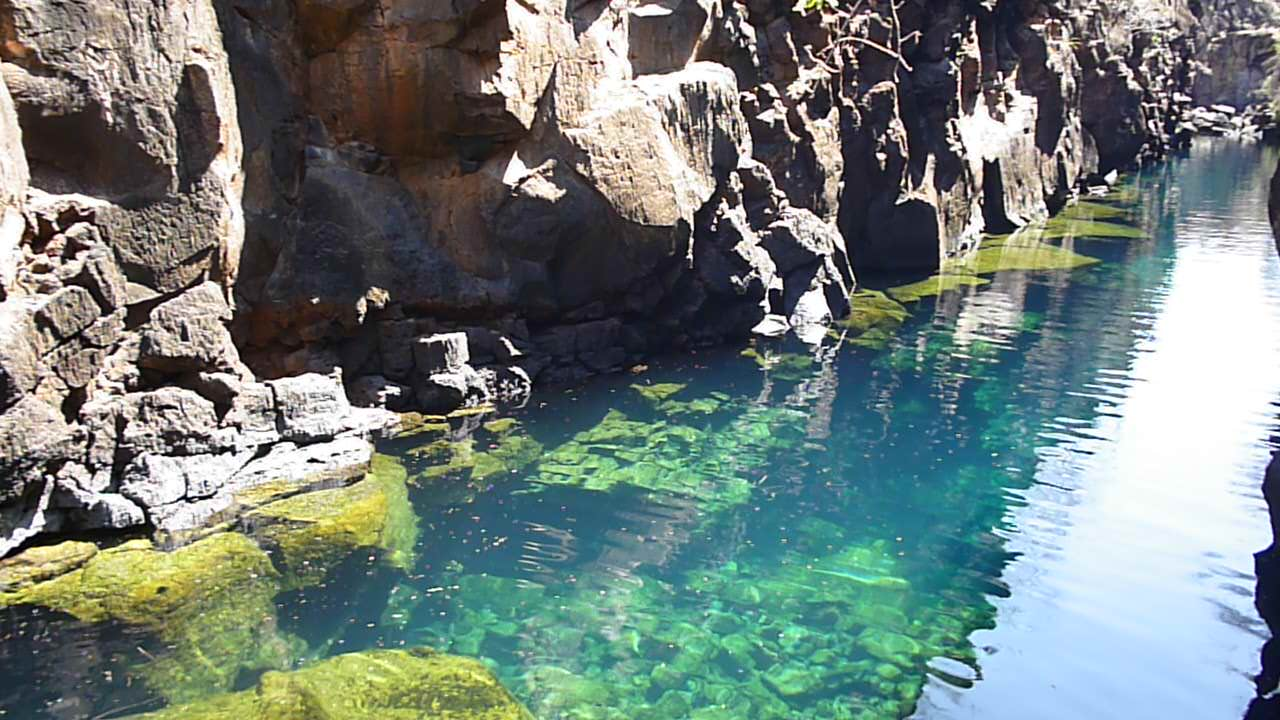
Brèche du relief appelée grieta en espagnol, piscine naturelle d'eau douce, à 1 km au sud de la ville.